# Marçon
Marçon é uma comuna francesa na região administrativa do País do Loire, no departamento de Sarthe. Estende-se por uma área de 30.05 km². Em 2010 a comuna tinha 1 080 habitantes (densidade: 35,9 hab./km²).